# Behir Chergui
Behir Chergui là một đô thị thuộc tỉnh Oum el Bouaghi, Algérie. Dân số thời điểm năm 2002 là 1.87 người.